# Battle Royale (phim)
Battle Royale (バトル・ロワイアル Batoru Rowaiaru) là một bộ phim điện ảnh hành động-giật gân của Nhật Bản công chiếu năm 2000 do Fukasaku Kinji làm đạo diễn, với kịch bản được chắp bút bởi Fukasaku Kenta, dựa trên cuốn tiểu thuyết ra mắt năm 1999 của Takami Koushun. Với sự tham gia diễn xuất của Fujiwara Tatsuya, Maeda Aki, Yamamoto Tarō và Kitano Takeshi, phim xoay quanh một nhóm học sinh sơ trung bị chính phủ toàn trị Nhật Bản ép phải chiến đấu tới chết. Phim gây tranh cãi lớn và bị cấm chiếu hoặc cấm phân phối ở nhiều quốc gia; Toei Company từ chối bán phim cho bất kì nhà phân phối nào của Mỹ trong hơn một thập niên do lo ngại về khả năng tranh cãi và kiện tụng, rồi sau cùng Anchor Bay Entertainment mua bản quyền phim vào năm 2010 để phát hành băng đĩa.
Phim được lần đầu trình chiếu tại Tokyo ở hơn 200 cụm rạp vào ngày 16 tháng 12 năm 2000 với nhãn R15+ (nhãn phim hiếm được dùng tại Nhật Bản). Đây là phim điện ảnh Nhật có doanh thu cao nhất trong 6 tuần sau lần đầu khởi chiếu, rồi được phát hành tại 22 quốc gia toàn thế giới, thu về hơn 30 triệu đô la Mỹ ở 10 quốc gia. Tác phẩm nhận được lời khen từ giới phê bình, và đặc biệt nhờ phát hành DVD mà phim gây dựng được một nhóm hâm mộ lớn toàn cầu. Đây thường được xem là một trong những phim hay nhất của Fukasaku, và một trong những phim hay nhất thập niên 2000. Năm 2009, nhà làm phim Quentin Tarantino tán dương Battle Royale là phim yêu thích của ông trong hai thập niên gần nhất.
Battle Royale là phim cuối mà Fukasaku đạo diễn. Ông cũng bắt đầu sản xuất phần hậu truyện mang tên Battle Royale II: Requiem, nhưng mất vì ung thư tuyến tiền liệt vào ngày 12 tháng 1 năm 2003, sau khi chỉ kịp quay một cảnh với Kitano. Con trai ông là Fukasaku Kenta (tác giả kịch bản cả hai phần phim) đã hoàn thiện tác phẩm vào năm 2003.
Battle Royale trở thành một hiện tượng văn hóa và được xem là một trong những phim giàu sức ảnh hưởng nhất trong những thập niên gần đây, cực kỳ có tác động lớn trong nền văn hóa đại chúng toàn cầu. Kể từ phim ra mắt, thuật ngữ "battle royale" được tái định nghĩa để chỉ một thể loại tường thuật hư cấu và/hoặc hình thức giải trí lấy cảm hứng từ bộ phim, trong đó một nhóm người chọn lọc được hướng dẫn lấy mạng lẫn nhau cho đến khi tìm ra một người sống sót là kẻ chiến thắng chung cuộc. Phim đã tạo cảm hứng cho nhiều phương tiện truyền thông, gồm phim ảnh, sách, hoạt hình, truyện tranh, chương trình truyền hình, visual novel và trò chơi điện tử; ví dụ thể loại game battle royale dựa trên ý tưởng của tác phẩm.

## Nội dung
Trong tương lai gần, sau một cuộc đại suy thoái, chính phủ Nhật Bản đã thông qua "Đạo luật BR" để hạn chế tình trạng vi phạm pháp luật của trẻ vị thành niên khắp đất nước. Cậu học sinh trung học Nanahara Shuya đối mặt với cuộc sống sau khi cha mình tự vẫn. Thầy giáo của họ là Kitano bỏ việc sau khi bị Kuninobu Yoshitoki (bạn thân của Shuya) gây thương tích.
Một năm sau, lớp học của Shuya tổ chức một chuyến đi dã ngoại, song họ bị bỏ khí gây mê và đưa tới một hoang đảo. Kitano tái xuất cùng một đội lính đặc nhiệm JSDF, ông giải thích rằng lớp được chọn để tham gia khóa Battle Royale thường niên được hình thành nhờ Đạo luật: họ có ba ngày để chiến đấu tới chết cho đến khi tìm được một người chiến thắng; vòng cổ gắn bom sẽ lấy mạng những học sinh bất hợp tác hoặc những người đứng trong "vùng nguy hiểm". Mỗi học sinh được cấp khẩu phần ăn, một tấm bản đồ, đồ đạc và một vũ khí ngẫu nhiên. Kitano giết chết hai học sinh vì tội bất tuân, một trong số đó là Kuninobu.
6 giờ đầu tiên chứng kiến 12 người tử vong, 4 người tự sát. Souma Mitsuko loạn thần và Kiriyama Kazuo biến thái nhân cách trở thành những người chơi nguy hiểm nhất đe dọa tới những người khác. Học sinh chuyển trường Kawada Shogo thả Shuya đi sau khi giết một học sinh, trong khi Shuya vô tình giết thêm một bạn học nữa. Cầu thủ bóng rổ Mimura Shinji lập mưu đột nhập vào hệ thống máy tính để hủy chương trình.
Giữa lòng trung nghĩa bị biến tướng và những cuộc đối đầu bạo lực, Shuya hứa giữ an toàn cho Nakagawa Noriko, cảm thấy đây là trách nhiệm với người bạn quá cố của anh, vì Kuninobu thầm yêu cô. Kawada tiết lộ với hai người rằng anh từng chiến thắng cuộc thi Battle Royale trước đây song phải trả giá bằng việc mất bạn gái, do đó anh tìm cách trả thù. Kiriyama tấn công và Shuya bị thương bởi khẩu súng Uzi của mình. Anh được Sugimura Hiroki cứu sau khi cậu này mất người bạn thân của mình.
Shuya tỉnh dậy trong một ngọn hải đăng trên đảo, anh được Utsumi Yukie, cô gái phải lòng anh băng bó vết thương. Năm cô gái khác cũng ẩn nấp trong tòa tháp. Một trong số họ là Yuko cố đầu độc Shuya do lo sợ anh lấy mạng họ. Tuy nhiên, Yuka vô tình ăn phải chỗ thức ăn ấy, dẫn đến một cuộc đấu súng giữa các cô gái. Yuko là người sống sót duy nhất, song trong nỗi kinh hoàng, cô tự vẫn. Shuya, Noriko và Kawada thì lên đường tìm kiếm Mimura.
Kiriyama kết liễu Mitsuko, biến Noriko thành cô gái sống sót cuối cùng. Mimura cùng với hai bạn học khác xâm nhập thành công vào hệ thống máy tính của JSDF. Kiriyama giết chết họ, nhưng trước đấy thì Mimura sử dụng bom tự chế để cho nổ tung căn cứ xóa mọi dấu vết. Khi ba người đến chỗ căn cứ đang cháy, Kawada giết Kiriyama sau khi cậu này bị vụ nổ làm bỏng mắt rồi lại bị khẩu Uzi của mình làm bị thương.
Vào ngày cuối cùng, Kawada biết được những chiếc microphone gắn trong vòng cổ, nên dường như đã xả súng bắn chết Shuya và Noriko. Cảm thấy đáng ngờ, Kitano kết thúc trò chơi với ý đồ đích thân giết người chiến thắng. Ông nhận ra Kawada đã hack hệ thống từ nhiều tháng trước và vô hiệu hóa thiết bị theo dõi trên người Shuya và Noriko. Ba người đối mặt với Kitano ở phòng điều khiển, và ông tiết lộ một bức tranh tự vẽ về lớp học bị thảm sát, trong đó miêu tả Noriko là người sống sót duy nhất. Ông tiết lộ rằng mình không thể chịu được sự thù ghét giữa mình và các học trò, bị chính con gái ruột từ chối, và thú nhận rằng ông luôn coi Noriko là con gái mình. Ông yêu cầu cô giết mình, song Shuya bắn ông sau khi Kitano đe dọa cô. Con gái Kitano gọi cho ông; sau một cuộc tranh cãi, ông tử vong vì mất máu.
Ba người rời hòn đảo trên một chiếc thuyền, nhưng Kawada mất mạng vì bị thương, hạnh phúc vì đã tìm thấy tình bạn. Shuya và Noriko bị tuyên bố là những kẻ đào tẩu, lần cuối họ được nhìn thấy đang chạy trốn qua Nhà ga Shibuya. Noriko trao cho Shuya con dao bướm Seto Dragon Claw mà Kuninobu dùng để đâm Kitano, rồi cả hai bỏ trốn cùng nhau.

## Phân vai
- Fujiwara Tatsuya vai Nanahara Shuya
- Maeda Aki vai Nakagawa Noriko
- Yamamoto Tarō vai Kawada Shogo
- Kitano Takeshi vai Kitano
- Masanobu Andō vai Kiriyama Kazuo
- Shibasaki Kou vai Souma Mitsuko
- Kuriyama Chiaki vai Chigusa Takako
- Tsukamoto Takashi vai Mimura Shinji
- Shimada Yutaka vai Seto Yutaka
- Takaoka Sousuke vai Sugimura Hiroki
- Ishikawa Eri vai Utsumi Yukie
- Hyuga Hitomi vai Sakaki Yuko
- Kotani Yukihiro vai Kuninobu Yoshitoki
- Ikeda Sayaka vai Eto Megumi
- Mimura Takayo vai Kotohiki Kayoko
- Minami vai Onuki Keiko
- Miyamura Yūko vai cô gái trong video hướng dẫn

## Sản xuất

### Tuyển vai
Khoảng 6.000 diễn viên đã tới thử vai cho bộ phim, con số này sau tụt xuống 800 ứng viên tiềm năng. Những thí sinh này đã trải qua quãng thời gian tập huấn thể chất kéo dài 6 tháng dưới sự giám sát của đạo diễn Fukasaku Kinji, và sau cùng ông chọn ra từ 800 thí sinh. Mặc dù các nhân vật là những học sinh trung học, Maeda Aki, Kotani Yukihiro, Mimura Takayo, Kanasawa Yukari là 4 người duy nhất có độ tuổi từ 15 tới 16. Các diễn viên khác đều đã tốt nghiệp trung học, riêng Yamamoto Tarō và Andō Masanobu lúc ấy 25 tuổi, tức lớn nhất trong dàn diễn viên. Nam diễn viên–đạo diễn–danh hài Kitano Takeshi (còn có tên Beat Takeshi) được lựa chọn vào vai thầy giáo. Việc tuyển chọn ông phục vụ cho nhiều mục đích. Là một trong những nhân vật nổi tiếng thành công nhất Nhật Bản trong các thập niên gần nhất, cả trên thị trường nội địa lẫn quốc tế, ông giúp thu hút một lượng lớn khán giả tới xem phim. Và gần gũi hơn, ông là người dẫn game show thật sự, nổi danh vì dẫn các game show Nhật nổi tiếng như Takeshi's Castle (1986–1990), qua đó đem lại cảm giác chân thực tiềm tàng hơn cho khái niệm game show cực đoan của phim.

### Quá trình sáng tạo
Fukasaku Kinji cho biết ông quyết định nhận lời đạo diễn bộ phim vì tiểu thuyết nguyên tác làm ông nhớ về thời mình làm công nhân nhà máy chế đạn dược lúc 15 tuổi trong Thế chiến II. Lúc bấy giờ, lớp ông được nhận vào làm việc trong một nhà máy chế đạn dược. Tháng 7 năm 1945, nhà máy bị pháo kích. Trẻ con do không thể trốn nên chui rúc vào nhau để tránh đạn. Những người sống sót đã phải vứt xác của những bạn học xấu số. Vào lúc ấy, Fukasaku nhận ra chính phủ Nhật đang nói dối về Thế chiến II, và ông nung nấu một lòng căm hận lớn với người lớn nói chung trong suốt một thời gian dài sau đó. Beat Takeshi chia sẻ với ê-kíp quay phim tài liệu trong lúc ghi hình phim rằng ông tin "việc của diễn viên là làm hài lòng đạo diễn ... Tôi chuyển động như được bảo. Tôi cố nhìn như được chỉ. Tôi không biết nhiều về mặt cảm xúc", rồi nói thêm, "Ngài Fukasaku bảo tôi diễn chính mình. Thật sự tôi không hiểu lắm, song ông ấy bảo tôi đóng chính mình giống bình thường! Tôi chỉ cố làm theo những gì ông ấy bảo tôi làm."
Khi được hỏi trong một buổi phỏng vấn với The Midnight Eye rằng liệu bộ phim là "một lời cảnh báo hay lời khuyên cho giới trẻ", Fukasaku Kinji đáp bằng việc mô tả những từ "cảnh báo" và "lời khuyên" là "những từ nghe quá mạnh với tôi" như thể chúng là những hành động mà người ta cố thực hiện; vì thế phim sẽ "đặc biệt không phải một lời cảnh báo hay lời khuyên." Fukasaku giải thích rằng phim (mà ông miêu tả là "một ngụ ngôn") gồm các đề tài như tội ác của giới trẻ, mà ở Nhật Bản thì đây "là những vấn đề hiện đại rất thực tế." Fukasaku nói ông không hề thiếu lo ngại hay thiếu quan tâm; ông sử dụng các đề tài như một phần trong ngụ ngôn của mình. Khi người phỏng vấn nói với Fukasaku rằng anh ta đặt câu hỏi đặc biệt cho từ "chạy" trong câu kết phim mà anh ta miêu tả là "rất tích cực", Fukasaku giải thích rằng ông phát triển khái niệm xuyên suốt bộ phim. Fukasaku giải đáp câu hỏi của người phỏng vấn là mang "ý nghĩa mạnh" hơn là "một thông điệp đơn giản." Ông còn giải thích rằng bộ phim chỉ đơn giản chứa "những lời gửi tới thế hệ sau" của ông, vì thế người xem nên quyết định tiếp nhận những lời ấy như lời khuyên hay một lời cảnh báo.

### Âm nhạc
Phần nhạc phim của Battle Royale do Amano Masamichi sáng tác, chuyển soạn và chỉ huy, được thể hiện bởi Dàn nhạc giao hưởng quốc gia Warszawa và có một số bản nhạc cổ điển phương Tây cùng với các sáng tác gốc của Amano. Phong trào hợp xướng được sử dụng trong phần mở đầu của bộ phim và đoạn giới thiệu ban đầu là "Dies Irae" từ nhạc phẩm Requiem của Giuseppe Verdi.

Bài hát được sử dụng trong phần ghi công cuối phim, "Shizuka na Hibi no Kaidan o" của ban nhạc rap rock Dragon Ash, không có trong bản đĩa tiếng Nhật hoặc tiếng Pháp của soundtrack.
Danh sách bài hát
| Battle Royale Original Soundtrack | Battle Royale Original Soundtrack                                                           | Battle Royale Original Soundtrack |
| STT                               | Nhan đề                                                                                     | Thời lượng                        |
| --------------------------------- | ------------------------------------------------------------------------------------------- | --------------------------------- |
| 1.                                | ""Requiem" (Verdi) ~ Dies irae" (「レクイエム」(ヴェルディ)~プロローグ)                     | 6:38                              |
| 2.                                | "Millennium Education Reform Act (BR Act)" (新世紀教育改革法(BR法))                         | 3:01                              |
| 3.                                | "Teacher" (戦慄の教師)                                                                      | 3:28                              |
| 4.                                | "The Game Begins" (ゲーム開始)                                                              | 4:27                              |
| 5.                                | "Memory" (施設の想い出)                                                                     | 2:45                              |
| 6.                                | "Slaughter House" (殺戮者たち)                                                              | 3:32                              |
| 7.                                | "Radetzky March (Strauss)" (ラデツキー行進曲(J.シュトラウス1世))                            | 1:40                              |
| 8.                                | "Ceux Qui Ont Pris Goût Au Jeu Et Ceux Qui Ont Abandonné" (ゲームに乗った者,そして降りた者) | 4:37                              |
| 9.                                | "Blue Danube Waltz (Strauss)" (美しく青きドナウ(J.シュトラウス2世))                         | 1:21                              |
| 10.                               | "Escape" (七原と典子の逃避行)                                                               | 1:46                              |
| 11.                               | "Nanahara and Noriko Friendship" (友情~盗聴)                                                | 2:15                              |
| 12.                               | "Auf dem Wasser zu singen" (水の上で歌う(シューベルト))                                     | 2:36                              |
| 13.                               | "Kawada's Theme" (悲しみの勝利者)                                                           | 2:18                              |
| 14.                               | "Kiriyama Attacks" (桐山の襲撃)                                                             | 4:30                              |
| 15.                               | "Mimura's Determination" (三村の決意)                                                       | 1:13                              |
| 16.                               | "Utsumi and Nanahara ~ Poison Medicine" (幸枝と七原~毒薬)                                   | 5:29                              |
| 17.                               | "The War of the Girls, without Faith nor Law" (少女たちの仁義無き戦い)                      | 4:28                              |
| 18.                               | "Reunion" (再会)                                                                            | 2:09                              |
| 19.                               | "Air from Orchestral Suite No. 3 in D Major (Bach)" (G線上のアリア(バッハ))                 | 2:32                              |
| 20.                               | "THE THIRD MAN" (THE THIRD MAN)                                                             | 3:33                              |
| 21.                               | "Teacher and Students / Final Battle" (教師と生徒/ファイナル・バトル)                       | 1:56                              |
| 22.                               | "Bitter Victory" (苦い勝利)                                                                 | 2:17                              |
| 23.                               | "A New Journey" (新たなる旅立ち)                                                            | 2:17                              |

## Phát hành chiếu rạp

### Tranh cãi
Fukasaku lúc đầu phản đối phân loại R15+ do Eiga Rinri Kanri Iinkai (Eirin) đưa ra vì những trải nghiệm của Fukasaku khi còn là một thiếu niên, việc cuốn tiểu thuyết sử dụng những đứa trẻ 15 tuổi và thực tế là nhiều diễn viên khoảng 15 tuổi. Sau khi ông nộp đơn khiếu nại và trước khi Eiga Rinri Kanri Iinkai có thể ra trả lời đơn khiếu nại, các thành viên của Quốc hội cho rằng bộ phim có tác hại cho thanh thiếu niên; các thành viên của Quốc hội cũng chỉ trích cách phân loại của ngành công nghiệp điện ảnh, đây là một phần do ngành công nghiệp điện ảnh Nhật Bản tự điều chỉnh. Fukasaku đã rút đơn khiếu nại nhằm xoa dịu Quốc hội Nhật Bản với hy vọng họ sẽ không theo đuổi việc gia tăng quy định về phim hơn nữa. Fukasaku chỉ trích phán quyết vì bộ phim bị cấm chiếu đối với những người dưới 16 tuổi.
Bộ phim đã bị các thành viên của Quốc hội Nhật và các quan chức chính phủ khác dán nhãn là "thô bạo và vô vị" sau khi bộ phim được chiếu cho họ xem trước khi công chiếu rộng rãi. Fukasaku cho rằng các thành viên của Quốc hội đã có thành kiến trước, khiến họ không thể hiểu được các ưu điểm của bộ phim. Tác phẩm đã tạo ra một cuộc tranh luận về hành động của chính phủ đối với bạo lực trên phương tiện truyền thông. Có lúc, đạo diễn Fukasaku Kinji đưa ra một thông cáo báo chí nhắm vào nhóm tuổi của các nhân vật trong phim, ông cho rằng "bạn có thể lẻn vào, và tôi khuyến khích bạn làm như vậy." Nhiều chính trị gia bảo thủ đã sử dụng bộ phim để đổ cho văn hóa đại chúng về làn sóng tội phạm trong giới trẻ. Ilya Garger của tạp chí Time cho rằng Battle Royale được "quảng cáo miễn phí" và nhận được "thành công phòng vé thường dành cho phim hoạt hình và phim truyền hình ăn theo." Phản ứng của người Nhật đối với bộ phim vào đầu những năm 2000 được đem so sánh với sự phẫn nộ của người Anh đối với A Clockwork Orange vào đầu những năm 1970. Fukasaku chia sẻ rằng ông cảm thấy không thoải mái với phim mặc dù khán giả xem đã tăng lên do tranh cãi.
Các nhà phê bình lưu ý mối liên hệ của Battle Royale với xu hướng ngày càng cực đoan trong điện ảnh châu Á và sự tương đồng của phim với truyền hình thực tế.
Trong 11 năm, bộ phim chưa bao giờ được phát hành chính thức tại Hoa Kỳ hoặc Canada, ngoại trừ buổi chiếu tại nhiều liên hoan phim. Tác phẩm đã được chiếu thử cho khán giả ở Mỹ vào đầu những năm 2000, không lâu sau vụ thảm sát trường trung học Columbine, dẫn đến phản ứng tiêu cực đối với nội dung của bộ phim. Theo cuốn sách Japanese Horror Cinema, "Nhận thức về hội chứng Columbine, cũng gồm ảnh hưởng đến việc tiếp nhận Ma trận (1999), phần lớn khán giả xem thử Battle Royale đã lên án bộ phim vì tính bạo lực 'mất não' và vô cớ, gợi nhớ rất nhiều về thái độ của người Anh đối với phim Straw Dogs (1971) của Sam Peckinpah trong lần phát hành đầu tiên."
Không có nhà phân phối nào ở Bắc Mỹ đạt thỏa thuận cho chiếu bộ phim do vô số lo ngại về pháp lý và đoàn thể đối với các bộ phận của cả Công ty Toei ở Nhật Bản và các xưởng phim tiềm năng ở Bắc Mỹ, dù cả hai bên đều mong muốn. Vào năm 2005, đại diện của một nhà phân phối tiềm năng của Hoa Kỳ cho biết rằng các giám đốc điều hành người Nhật của Công ty Toei đã nhận được lời khuyên từ các luật sư người Mỹ tham dự các buổi chiếu thử vào đầu những năm 2000 rằng "họ sẽ phải ngồi tù" nếu bộ phim được phát hành đại chúng ở Hoa Kỳ vào thời điểm đó. Vì lợi ích tốt nhất của công ty, Toei đã đính kèm các quy tắc, chi phí và tiêu chí pháp lý ngặt nghèo cho bất kỳ thỏa thuận phân phối nào có thể có ở Bắc Mỹ. Đại diện Toei Baba Hideyuki tuyên bố rằng lý do "từ chối phân phối" ở Bắc Mỹ là "do nội dung và chủ đề của tác phẩm." Một đại diện của một nhà phân phối tiềm năng của Hoa Kỳ đã chỉ trích Toei vì mong đợi một bản phát hành rộng rãi hơn là một bộ phim nghệ thuật hạn chế, lưu ý rằng "ở Mỹ, bộ phim sẽ không bao giờ vượt qua được bảng phân loại của MPAA, và các chuỗi rạp chiếu phim lớn sẽ không bao giờ chiếu phim không được phân loại. Nếu bạn cắt phim đủ để được xếp loại R thì sẽ chẳng còn chuyện gì lăn tăn nữa."
Tháng 4 năm 2013, bộ phim bị cấm chiếu ở Đức, nhưng sau đó lệnh cấm đã được dỡ bỏ sau một đơn phản đối từ nhà phân phối Capelight Pictures của Đức.

### Phát hành
Battle Royale được phát hành vào ngày 16 tháng 12 năm 2000 tại Nhật Bản. Trong hơn hai năm tiếp theo, Battle Royale đã được phân phối tới các rạp chiếu phim ở 22 quốc gia, trên khắp Châu Á, Úc, Châu Âu và Nam Mỹ (ngoại trừ Mexico), phim sớm thu hút được lượng người hâm mộ phim ở Pháp, Vương quốc Anh, Đức, Tây Ban Nha và Philippines. Buổi chiếu phim đầu tiên ở Hoa Kỳ là tại Viện lưu trữ phim Thái Bình Dương ở Berkeley, California, vào năm 2002.
Bản phim gốc dài 113 phút bắt đầu chiếu rạp lần đầu tiên ở Bắc Mỹ tại Nhà hát Cinefamily ở Los Angeles vào ngày 24 tháng 12 năm 2011 - 11 năm sau khi phát hành bản gốc ở Nhật Bản. Thời gian chiếu 9 ngày theo kế hoạch đã được kéo dài thêm 6 ngày do nhu cầu xem phim tăng lên. Bắt đầu từ đầu năm 2012, bộ phim đã được trình chiếu công khai tại các buổi chiếu ở nhiều trường đại học Hoa Kỳ, bao gồm cả những trường ở Wisconsin, Oklahoma, Texas và Massachusetts, với buổi chiếu ở Thành phố New York tại Trung tâm IFC bắt đầu vào ngày 25 tháng 5 năm 2012. Kể từ tháng 6 năm 2012, tác phẩm được chiếu thường xuyên tại Nhà hát Projection Booth, địa điểm của Rạp chiếu phim Gerrard cũ ở Toronto, Ontario, Canada. Cleveland Cinematheque cũng tổ chức chiếu bộ phim vào ngày 3 tháng 4 năm 2012.

### Tái phát hành chiếu rạp 3D
Bộ phim được phát hành tại các rạp ở định dạng 3D tại Nhật Bản vào ngày 20 tháng 11 năm 2010. Con trai của Fukasaku kiêm tác giả kịch bản phim, Fukasaku Kenta là người giám sát quá trình chuyển đổi định dạng. Phiên bản 3D cũng được trình chiếu tại Liên hoan phim Glasgow vào ngày 24 tháng 2 năm 2011. Anchor Bay Entertainment từng lên kế hoạch phát hành phiên bản 3D tại Hoa Kỳ vào khoảng năm 2011, nhưng lịch phát hành đã bị hủy.

## Đón nhận

### Doanh thu phòng vé
Trong tuần chiếu đầu tiên, phim đã thu về 212 triệu yên Nhật (1,8 triệu đô la Mỹ). Phim tiếp tục đạt tổng doanh thu nội địa là 3,11 tỷ yên Nhật (28,9 triệu đô la Mỹ), trở thành phim điện ảnh Nhật Bản có doanh thu cao thứ ba trong năm 2001, sau phim điện ảnh anime Sen và Chihiro ở thế giới thần bí và Pokémon 4Ever.
Tại Vương quốc Anh, bộ phim đã bán ra 56.758 vé (bao gồm 56.182 vé vào năm 2001 và 576 vé từ những lần tái phát hành hạn chế sau đó vào năm 2017), tương đương với tổng doanh thu phòng vé khoảng 236.910 bảng Anh (303.245 đô la Mỹ).
Ở 7 quốc gia châu Âu khác, tác phẩm đã tiêu thụ 156.676 vé (bao gồm 113.220 vé ở Pháp và 43.456 vé ở 6 quốc gia châu Âu khác) từ năm 2001 đến 2017, tương đương với tổng doanh thu phòng vé khoảng  877.386 euro  (991.446 đô la Mỹ).
Bộ phim cũng thu về 339,954 đô la Mỹ ở Hàn Quốc, Chile và Argentina, bên cạnh 26.099 đô la Mỹ ở Đài Loan. Thành tích này này nâng tổng doanh thu ước tính trên toàn thế giới của bộ phim lên khoảng 30.560.744 đô la Mỹ tại 13 quốc gia này (tương đương với 52 triệu đô la Mỹ đã điều chỉnh theo lạm phát năm 2018).

### Đánh giá chuyên môn
Trên website hệ thống tổng hợp kết quả đánh giá Rotten Tomatoes, phim nhận được 88% bài đánh giá tích cực từ 48 nhà phê bình, đạt điểm trung bình 7,5/10. Website nhất trí rằng, "Battle Royale câu chuyện ngụ ngôn đầy bạo lực và tranh cãi về thanh niên, đề cao tâm lý tình cảm của tuổi thiếu niên bằng những trò rủi ro sinh tử." Metacritic chấm bộ phim điểm trung bình 81 trên 100 dựa trên 7 nhà phê bình, thể hiện "những đánh giá chung là tích cực." Robert Koehler của tờ Variety bình luận: "Phim đem tới những nhân vật cơ bản nhất, dàn nhân vật chủ yếu là thiếu niên thực hiện câu chuyện với sự thích thú đáng sợ, và Fujiwara thể hiện nghiêm túc tiếng của xung đột đạo đức trong nội tâm. Khâu sản xuất cực kỳ đẹp mắt và mãnh liệt, không có dấu hiệu nào cho thấy Fukasaku đang chậm lại." Ông bình luận thêm: "trở về với gốc rễ là nhà làm phim bậc thầy của hỗn loạn ở Nhật, Fukasaku Kinji đã mang đến" một trong "những bộ phim táo bạo và hợp thời nhất của mình", so sánh tác phẩm với "tranh cãi về bạo lực của giới trẻ" mà A Clockwork Orange của Stanley Kubrick "gieo rắc ở Anh đầu thập niên 70" và cho ra một vài "cảnh hỗn loạn sửng sốt nhất kể từ những bộ phim máu me và man rợ ở những năm 70." Jason Korsner của BBC News chấm Battle Royale 4/5 sao, nhận xét đây là "một bộ phim hành động nghẹt thở, dạy cho chúng ta những bài học đáng giá về kỷ luật, làm việc nhóm và sự quyết tâm, nhưng gói gọn chúng trong một món hàng bạo lực gây sốc và kích thích có chủ ý." Những người dùng BBC đã chấm phim 5/5 sao. Almar Haflidason của BBC cũng tặng phim điểm 5/5 sao. Trong một bài đánh giá cho tạp chí Empire, nhà phê bình Kim Newman chấm bộ phim 4/5 sao. Ông so sánh phim với tác phẩm Chúa Ruồi về cách làm khán giả "băn khoăn liệu họ có làm thế trong tình huống tương tự không", nhưng viết rằng Battle Royale đưa ra "những lựa chọn thậm chí còn khắc nghiệt hơn dành cho các nhân vật mặc đồng phục học sinh." Ông kết luận: "Một vài người sẽ thấy không thoải mái hoặc kinh sợ, và sự pha trộn của hài hước và kinh dị không hề dễ dàng, nhưng đây là bộ phim mà bạn sẽ không thể dễ quên được. Và nghiêm túc đấy, bạn sẽ làm gì?"
Nhà phê bình Peter Bradshaw của The Guardian đã chấm bộ phim 4 sao vào tháng 9 năm 2001, lựa chọn là bộ phim hay nhất trong tuần. Anh ca ngợi diễn xuất của Kitano Takeshi trong vai giáo viên và một vài cảnh phim là "một lối làm phim hành động quá đỗi xuất sắc, đưa chúng ta vào một thế giới điên cuồng và sợ hãi." Anh lưu ý rằng, giữa "những trận mưa đạn và những giọt máu gây buồn nôn, những câu chuyện rắc rối về cảm thương và nỗi buồn được bộc lộ. Như thể bạo lực trong Battle Royale hoàn toàn không phải một phép châm biếm xã hội, mà chỉ đơn giản là một phép ẩn dụ cho nỗi thống khổ của sự tồn tại của tuổi vị thành niên." Anh kết luận rằng, trong khi một số người "sẽ thấy bạo lực hiển hiện của bộ phim này là ghê tởm", thì đây "là một bộ phim được kết hợp xuất sắc với tự tin và tinh tế. Sự bộc trực như sắt đá và sự gấp rút kỳ lạ, mãnh liệt làm cho bộ phim trở nên hấp dẫn." Bryant Frazer của Deep Focus đã chấm phim điểm B+ và gọi đây là "một phép biếm họa tàn ác lên truyền hình thực tế, biến môi trường trung học bị chi phối bởi bè phái và các mối quan hệ trẻ con thành một vùng chiến sự." Nhà phê bình người Anh Jonathan Ross cho rằng "nếu bạn muốn xem một tác phẩm giải trí nguyên bản man rợ và cực kỳ hay trước khi nó bị người Mỹ làm lại và hủy hoại, thì tôi khuyên bạn nên cố gắng đừng bỏ lỡ nó" và kết luận rằng "đó là một ví dụ giàu trí tưởng tượng về những gì có thể đạt được trong một bộ phim về tuổi thiếu niên." Năm 2009, nhà làm phim Quentin Tarantino khen ngợi Battle Royale là bộ phim hay nhất mà ông đã xem trong hai thập kỷ qua, ông nói rằng, "Nếu có bất kỳ bộ phim nào được thực hiện kể từ khi tôi làm phim mà tôi ước mình đã làm, thì chính là bộ phim đấy."

### Diễn giải xã hội và chính trị
Một phép diễn giải của bộ phim là đại diện cho khoảng cách thế hệ của Nhật Bản đang tạo ra sự phân chia xã hội, chính trị và kinh tế giữa giới trẻ và người già. Bản thân Fukasaku từng chia sẻ: "Những đứa trẻ lớn lên và chứng kiến những gì xảy ra với người lớn, sự lo lắng của chúng cũng trở nên cao độ. Vì vậy, tôi đặt Battle Royale trong bối cảnh trẻ nhỏ thay vì người lớn."

### Giải thưởng
Tại lễ trao giải thưởng Viện Hàn lâm Nhật Bản năm 2001, Battle Royale giành được 9 đề cử, bao gồm cả Phim hay nhất và đã thắng ba giải trong số đó. Bộ phim còn nhận được hai đề cử từ các liên hoan phim quốc tế nhưng không giành chiến thắng.
| Giải thưởng và đề cử                          | Giải thưởng và đề cử                     | Giải thưởng và đề cử | Giải thưởng và đề cử |
| Giải thưởng                                   | Hạng mục                                 | Tác phẩm/người đề cử | Kết quả              |
| --------------------------------------------- | ---------------------------------------- | -------------------- | -------------------- |
| Giải Viện Hàn lâm Nhật Bản                    |                                          |                      |                      |
| Phim hay nhất                                 | Battle Royale                            | Đề cử                |                      |
| Đạo diễn xuất sắc nhất                        | Fukasaku Kinji                           | Đề cử                |                      |
| Kịch bản xuất sắc nhất                        | Fukasaku Kenta                           | Đề cử                |                      |
| Nam diễn viên chính xuất sắc nhất             | Fujiwara Tatsuya                         | Đề cử                |                      |
| Thành tựu xuất sắc trong âm nhạc              | Amano Masamichi                          | Đề cử                |                      |
| Thành tựu xuất sắc trong thu thanh            | Ando Kunio                               | Đề cử                |                      |
| Thành tựu xuất sắc trong dựng phim            | Abe Hirohide                             | Đoạt giải            |                      |
| Giải đại chúng                                | Battle Royale                            | Đoạt giải            |                      |
| Diễn viên mới của năm                         | Fujiwara Tatsuya và Maeda Aki            | Đoạt giải            |                      |
| Giải băng xanh                                |                                          |                      |                      |
| Phim hay nhất                                 | Fukasaku Kinji                           | Đoạt giải            |                      |
| Nam diễn viên mới xuất sắc nhất               | Fujiwara Tatsuya                         | Đoạt giải            |                      |
| Liên hoan phim Yokohama                       | Nữ diễn viên phụ xuất sắc nhất           | Shibasaki Kou        | Đoạt giải            |
| Liên hoan phim kỳ ảo và kinh dị San Sebastián | Giải khán giả cho phim điện ảnh hay nhất | Fukasaku Kinji       | Đoạt giải            |
| Liên hoan phim Sitges                         | Phim hay nhất                            | Fukasaku Kinji       | Đề cử                |

## Di sản
Năm 2009, Quentin Tarantino liệt Battle Royale là bộ phim yêu thích của ông được phát hành kể từ khi ông bắt đầu làm đạo diễn vào năm 1992. Cùng năm đó, Moviefone đưa tác phẩm vào top ba trong danh sách "50 phim hay nhất thập kỷ". Jon Condit của Dread Central gọi đây là "một trong những bộ phim hay nhất mà [anh ấy] từng xem." Bloody Disgusting xếp bộ phim ở vị trí thứ 15 trong danh sách "Top 20 phim kinh dị của thập kỷ", với bài viết nhận định phim là "một tác phẩm phóng túng chơi hết mình: vui nhộn, khiêu khích, siêu bạo lực và chắc chắn gây tranh cãi (mà phim đã làm) ... bộ phim [không] chỉ là khiêu khích vô bổ – nó xây dựng nhân vật thông qua hành động, phương pháp mà tất cả các nhà làm phim giỏi nên tìm cách bắt chước." Năm 2010, Empire xếp Battle Royale lần lượt ở các vị trí số 235 và 82 trong danh sách "500 bộ phim hay nhất mọi thời đại" và "100 bộ phim hay nhất của điện ảnh thế giới". Tạp chí Time đã đưa tác phẩm vào danh sách top 10 bộ phim bạo lực lố bịch. Năm 2012, The Independent điền tên phim vào danh sách "10 bộ phim đề tài thể thao hay nhất từng được làm ra". Tạp chí Complex đã xếp phim ở vị trí thứ 47 trong danh sách 50 phim hành động hay nhất mọi thời đại.

#### Phần tiếp theo
Fukasaku Kinji (đạo diễn phần phim đầu tiên) bắt đầu làm phần tiếp theo mang tên Requiem, nhưng qua đời vì bệnh ung thư tuyến tiền liệt vào ngày 12 tháng 1 năm 2003, sau khi chỉ quay một cảnh với Kitano Takeshi. Con trai ông, Fukasaku Kenta làm đạo diễn phần còn lại của bộ phim, được công chiếu vào ngày 18 tháng 5 năm 2003. Không giống như phần đầu tiên, phần tiếp theo không được chuyển thể từ tiểu thuyết mà dựa trên kịch bản gốc do Fukasaku Kenta viết. Cốt truyện xoay quanh người sống sót Nanahara Shuya lãnh đạo một cuộc nổi dậy khủng bố, nhưng gây tranh cãi vì ẩn ý kích động chống Mỹ và bị chỉ trích vì kém hơn so với phần phim gốc.

### Kế hoạch làm lại
Vào tháng 6 năm 2006, Variety đưa tin rằng New Line Cinema, với các nhà sản xuất Neil Moritz và Roy Lee, dự định sản xuất một bản chuyển thể mới của Battle Royale. Một số trang web đã đưa lại tin tức này, bao gồm Ain't It Cool News, tuyên bố rằng bản làm lại sẽ là "một bản R nặng - Mỹ hóa Battle Royale theo hướng nghiêm túc." New Line tạm thời ấn định lịch phát hành là năm 2008.
Một tháng sau, The New York Times đưa tin về phản ứng dữ dội trên Internet đối với bản phim làm lại. Thông qua bài viết, Lee trấn an người hâm mộ về sự tôn trọng của anh đối với nguyên tác, đồng thời khẳng định: "Đây là tác phẩm mà tôi sẽ làm cẩn thận nhất". Anh ấy chia sẻ rằng, bất chấp những lo ngại trước đó, bộ phim sẽ không bị hạ phân loại xuống PG hay PG-13, các nhân vật sẽ vẫn là những thanh thiếu niên trẻ tuổi và phim sẽ lấy đồng đều các yếu tố từ tiểu thuyết, phim gốc và manga. Phóng viên ghi nhận "sự náo động ... ít nhất là có vẻ hơi sớm [vì] New Line vẫn chưa mua bản quyền làm lại."
Sau vụ thảm sát Virginia Tech vào tháng 4 năm 2007, Lee tuyên bố rằng khả năng cho bản phim làm lại đã bị "ảnh hưởng nghiêm trọng". Dù vẫn sẵn sàng tiếp tục, anh nói, "chúng tôi có thể nhạy cảm hơn một chút với một vài vấn đề." Bài báo đưa tin lưu ý rằng New Line vẫn chưa nắm quyền làm lại - người phát ngôn của hãng tuyên bố "không có tin tức gì" khi được hỏi về tiến độ của bất kỳ thỏa thuận nào.
Maclean's chỉ ra rằng cuốn tiểu thuyết Đấu trường sinh tử năm 2008 và bộ phim chuyển thể năm 2012 ra đời sau, mang các đề tài tương tự. Mặc dù tác giả của Đấu trường sinh tử, Suzanne Collins khẳng định rằng cô ấy "chưa bao giờ nghe nói về cuốn sách đó cho đến khi cuốn sách của [cô ấy] được [nộp bản thảo]", The New York Times cho rằng "sự tương đồng là đủ nổi bật để tác phẩm của Collins bị phê phán kịch liệt trên cộng đồng blog như một tác phẩm đạo văn trắng trợn" và rằng "có đủ nguồn khả dĩ cho cốt truyện mà hai tác giả có thể đã độc lập tìm ra dựa trên cùng một bộ khung cơ bản." Bộ phim chuyển thể năm 2012 cũng phải đối mặt với những lời chỉ trích tương tự vì những điểm tương đồng với Battle Royale.
Tháng 3 năm 2012, Roy Lee chia sẻ rằng một bản làm lại Battle Royale sẽ không thể thực hiện được nữa do việc phát hành Đấu trường sinh tử, anh thổ lộ, "Khán giả sẽ xem nó như một bản sao của Trò chơi sinh tử – đa số họ không biết rằng 'Battle Royale' có trước. Thật không công bằng, nhưng đó là thực tế." Tuy nhiên, anh nói rằng mình có thể quay lại điện ảnh sau mười năm nữa để "phát triển một bộ phim Battle Royale cho thế hệ tiếp theo".

## Tác động văn hóa
Bộ phim, đặc biệt là với các bản phát hành DVD, đã thu hút một lượng lớn người hâm mộ trên toàn cầu và trở thành một hiện tượng văn hóa. Quentin Tarantino coi Battle Royale là một trong những bộ phim giàu ảnh hưởng nhất trong những thập niên gần đây. Bộ phim đã tác động lớn trong văn hóa đại chúng toàn cầu, truyền cảm hứng cho nhiều tác phẩm hư cấu trên một số phương tiện truyền thông khác nhau trên khắp thế giới.

### Điện ảnh và truyền hình
Kể từ khi phát hành, bộ phim đã ảnh hưởng đến các nhà làm phim như Quentin Tarantino, đáng chú ý nhất là loạt phim Kill Bill của ông; nhân vật Gogo Yubari, do Kuriyama Chiaki thủ vai, giống nhân vật cô thủ vai trong Battle Royale là Chigusa Takako. Battle Royale cũng đã được liên hệ trong bộ phim hài về xác sống năm 2004 Shaun of the Dead, khi Edgar Wright và Simon Pegg cam đoan rằng một tấm áp phích Battle Royale lớn được trưng bày nổi bật trong phòng khách của Shaun. Mặc dù không được phát hành chính thức tại Hoa Kỳ trong một thời gian dài, Battle Royale thường được nhắc đến trong văn hóa đại chúng Mỹ, từ các bộ phim của Tarantino đến ban nhạc rock The Flaming Lips sử dụng các cảnh quay trong phim làm bối cảnh cho tour Yoshimi Battles của họ, cùng với những chi tiết liên hệ trong các bộ phim Hollywood như Thank You for Smoking (2005), Juno (2007) của Jason Reitman và các chương trình truyền hình Mỹ như Mất tích và Community. Trong Wrong Turn 2: Dead End, một trong các nhân vật (Matthew Currie Holmes trong vai Michael "M" Epstein) mặc áo sơ mi in hình Battle Royale.
Maggie Lee của Reuters miêu tả Battle Royale là "bộ phim đi tiên phong trong khái niệm trò chơi tử thần dành cho thanh thiếu niên", nhắc tới ảnh hưởng của nó đối với các bộ phim như Kaiji (2009) và The Incite Mill (2010) của Nakata Hideo, cả hai đều có sự tham gia của Fujiwara Tatsuya (người đóng vai nhân vật chính Nanahara Shuya trong Battle Royale) trong các vai chính. V.A. Musetto của New York Post đã so sánh phim với The Condemned (2007), bộ phim mà nhà phê bình gọi là bản "ăn cắp trắng trợn" của Battle Royale cũng như The Most Dangerous Game.
Các nhà phê bình cũng ghi nhận ảnh hưởng của Battle Royale đối với các bộ phim khác, chẳng hạn như bộ phim Kill Theory năm 2008, bộ phim năm 2009 The Tournament, và bộ ba phim Đấu trường sinh tử. Battle Royale cũng được so sánh với các bộ phim như Gamer (2009), Kick-Ass (2010), và The Belko Experiment (2016). Các ví dụ khác về phim "battle royale" bao gồm loạt phim The Purge (2013), Assassination Nation (2018), Ready or Not (2019) và The Hunt (2020). Loạt phim truyền hình gốc Hàn Quốc Trò chơi con mực (2021) của Netflix cũng chịu ảnh hưởng bởi Battle Royale.

### Truyện tranh, manga và anime
Tại Nhật Bản, bộ phim đã thiết lập thể loại battle royale của manga và anime, xoay quanh một tiền đề kể chuyện tương tự. Cùng với manga Battle Royale (ra mắt năm 2000), các ví dụ khác của thể loại này bao gồm Basilisk (ra mắt năm 2003), Bokurano (ra mắt năm 2003), loạt thương hiệu Fate/stay night (ra mắt năm 2004), Mirai Nikki (ra mắt năm 2006), Deadman Wonderland (ra mắt năm 2007), loạt thương hiệu Danganronpa (ra mắt năm 2010), Magical Girl Raising Project (ra mắt năm 2012) và loạt Death Parade (ra mắt năm 2013). Battle Royale cũng được so sánh với loạt Gantz gồm manga (2000), anime (2004) và phim điện ảnh (2011). Btooom (ra mắt năm 2009) có một biến thể của chủ đề battle royale.
Bộ phim đã ảnh hưởng đến việc tạo ra loạt truyện Marvel Comics Avengers Arena. Logo của bộ truyện cũng phản ánh logo được sử dụng trong phim Battle Royale.

### Trò chơi điện tử và visual novel
Thể loại trò chơi điện tử battle royale, trong đó người chơi cạnh tranh để trở thành người cuối cùng sống sót trong một chiến trường thu nhỏ, được lấy cảm hứng và lấy tên từ bộ phim. Thể loại này trở nên phổ biến vào cuối những năm 2010 và bao gồm các trò chơi như PlayerUnknown's Battlegrounds, Fortnite Battle Royale, ARMA 3, H1Z1: King of the Kill, Knives Out, Rules of Survival, Garena Free Fire, Apex Legends, Realm Royale, chế độ "tắt điện" của Call of Duty: Black Ops 4 và Call of Duty: Warzone.
Tựa phim cũng liên hệ tới thể loại battle royale của visual novel, xoay quanh một tiền đề kể chuyện tương tự. Ví dụ bao gồm loạt Fate/stay night (ra mắt năm 2004), Dies irae (2007) và loạt Zero Escape (ra mắt năm 2009). Loạt Danganronpa (ra mắt năm 2010) cũng bị ảnh hưởng đáng kể bởi bộ phim, với tác giả kịch bản Kodaka Kazutaka nhắc đến ảnh hưởng của bộ phim. Battle Royale cũng được so sánh với The World Ends with You (2007) của Square Enix.